# Malosco
Malosco is een gemeente in de Italiaanse provincie Trente (regio Trentino-Zuid-Tirol) en telt 368 inwoners (31-12-2004). De oppervlakte bedraagt 6,8 km², de bevolkingsdichtheid is 54 inwoners per km².

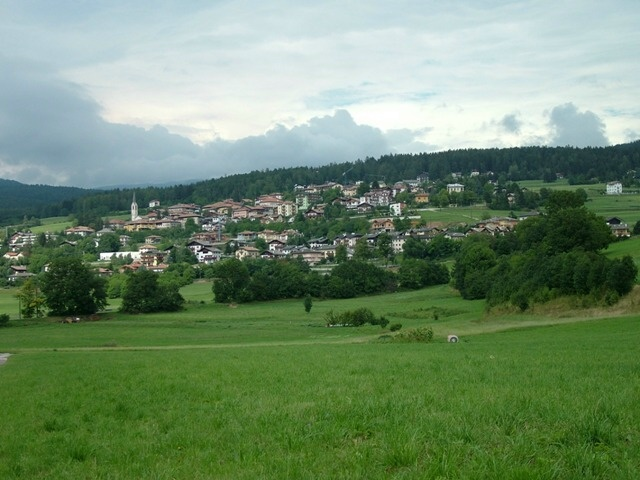
Malosco
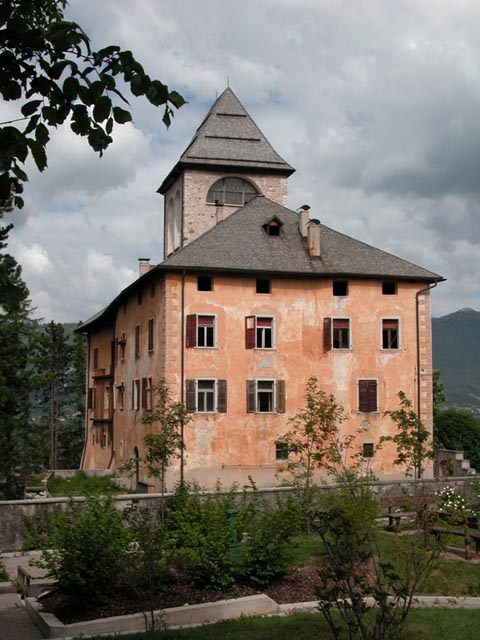
Kasteel van Malosco

## Demografie
Malosco telt ongeveer 170 huishoudens. Het aantal inwoners steeg in de periode 1991-2001 met 0,0% volgens cijfers uit de tienjaarlijkse volkstellingen van ISTAT.
| Jaar | Inwoneraantal |
| ---- | ------------- |
| 1991 | 356           |
| 2001 | 356           |

## Geografie
Malosco grenst aan de volgende gemeenten: Eppan an der Weinstraße (BZ), Fondo, Sarnonico, Ronzone.